# Ibrahim Aqil
Ibrahim Aqil ou Ibrahim Akil, né le 24 décembre 1962 à Bednayel (plaine de la Bekaa) et mort lors d'un bombardement par Israël le 20 septembre 2024 à Haret Hreik (banlieue sud de Beyrouth), est un militant et chef militaire libanais, commandant en chef du Hezbollah.

## Biographie
Ibrahim Aqil naît le 24 décembre 1962 à Bednayel dans la plaine de la Bekaa.
Il rejoint le mouvement chiite libanais, Amal, avant de passer au Hezbollah en tant que membre fondateur, selon une source de sécurité.
Il est recherché par le gouvernement américain en raison de son implication dans l'attaque contre l'ambassade américaine à Beyrouth le 18 avril 1983 et les attentats de Beyrouth du 23 octobre 1983 contre les forces américaines et françaises.
En 2015, Ibrahim Aqil est désigné terroriste par le Trésor américain, puis par le Département d'État en 2019.
Il est le fondateur et commandant de la force Redwan, une unité d'élite du Hezbollah 
Il est tué le 20 septembre 2024 avec 76 autres personnes, dont 61 civils et 15 autres membres de l'état-major du Hezbollah, lorsqu'une frappe aérienne israélienne dans la banlieue sud de Beyrouth détruit un immeuble de 9 étages, dans le sous-sol duquel se tenait une réunion de l'état major de cette formation. Son adjoint Mahmoud Wehbé est également tué,,,,.